# Rezerwat przyrody Kozie Żebro
Rezerwat przyrody Kozie Żebro – rezerwat leśny o powierzchni 105,51 ha, położony w województwie małopolskim, powiecie gorlickim, gminie Uście Gorlickie, na terenie miejscowości Regietów, Skwirtne, Hańczowa i Wysowa-Zdrój. Przy rezerwacie utworzono otulinę o powierzchni 33,89 ha. Utworzony został zarządzeniem Regionalnego Dyrektora Ochrony Środowiska w Krakowie z dnia 4 grudnia 2024, które weszło w życie 24 grudnia 2024.

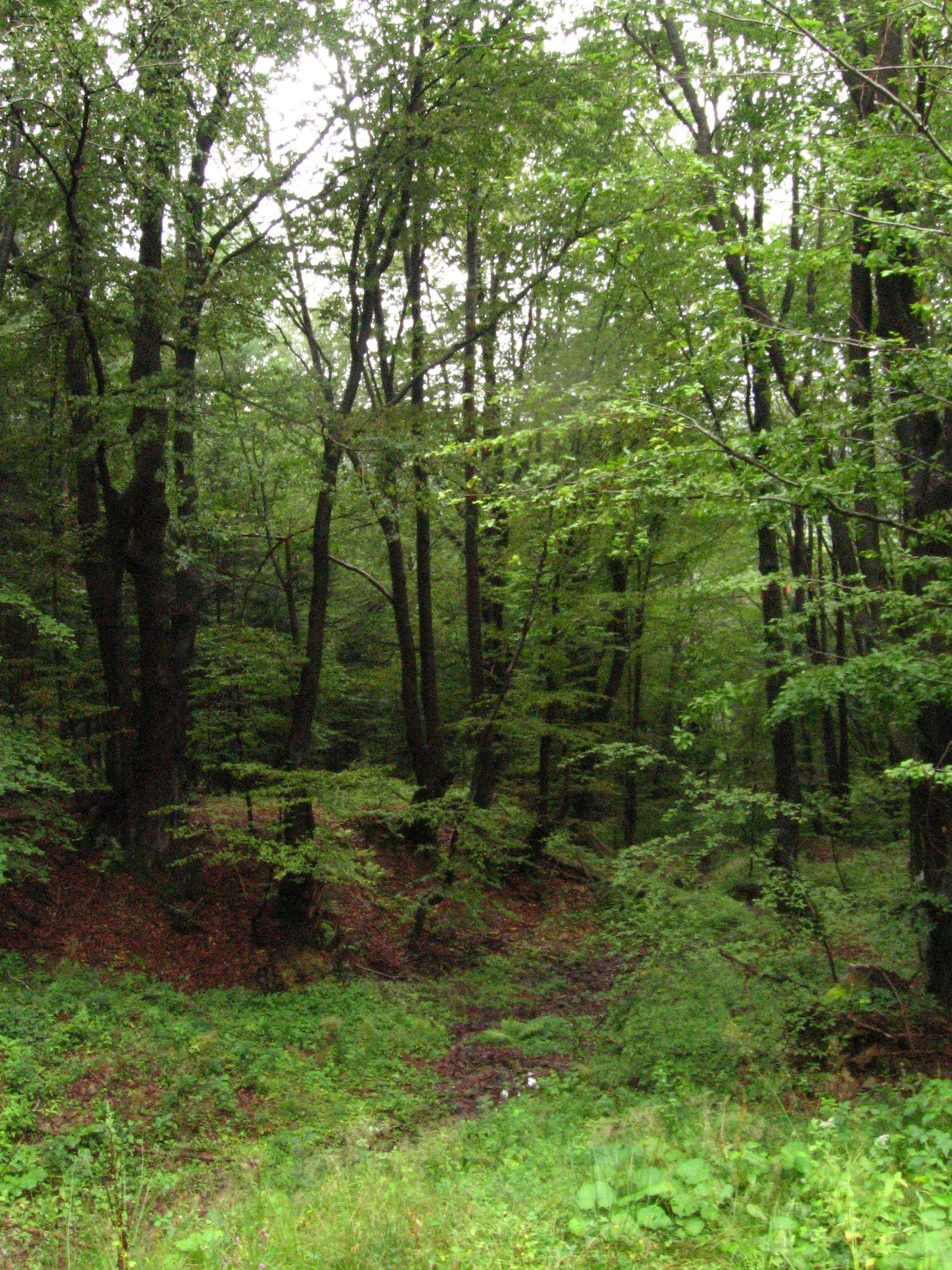
Lasy na zboczach grzbietu Koziego Żebra

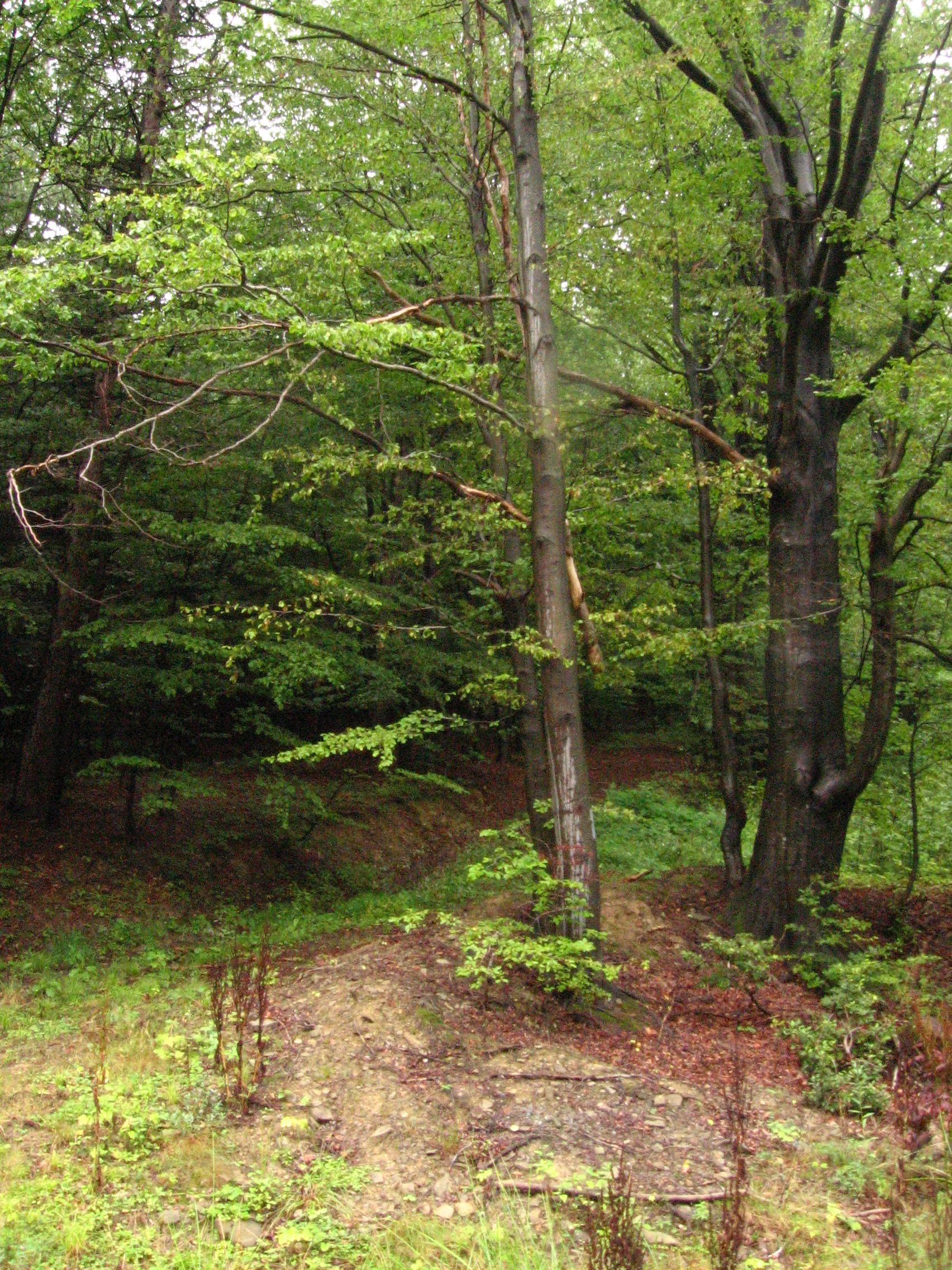
Lasy na zboczach grzbietu Koziego Żebra

## Lokalizacja
Pod względem fizycznogeograficznym rezerwat znajduje się w mezoregionie Beskid Niski (513.71) w Górach Hańczowskich. Rezerwat rozciąga się od północnego zachodu do południowego wschodu wzdłuż grzbietu Kiczerka (625 m n.p.m.) – Skałka (820 m n.p.m.) – Kozie Żebro (847 m n.p.m.) – Jaworzynka (869 m n.p.m.) – Obycz (788 m n.p.m.) na jego środkowym odcinku (Skałka–Kozie Żebro) o długości ok. 3 km pomiędzy Hańczową a Regietowem.
Otulina łączy 2 oddzielne części rezerwatu i znajduje się w rejonie szczytu Skałka (820 m n.p.m.) nad Hańczową.

## Charakterystyka
Jak określono w akcie założycielskim, „celem ochrony w rezerwacie jest zachowanie ze względów przyrodniczych, naukowych i dydaktycznych ekosystemu leśnego o charakterze zbliżonym do naturalnego, występującego wokół grzbietu Koziego Żebra w Beskidzie Niskim, wraz z zespołem reliktowych gatunków organizmów”.
Teren objęty rezerwatem zachował w dużym stopniu charakter zbliżony do naturalnego, występuje tu wiele gatunków będących reliktami puszczańskimi.
Utworzenie rezerwatu było proponowane przez Klub Przyrodników.

## Turystyka

### Szlaki turystyczne
Przez teren rezerwatu przechodzą szlaki piesze:
- ... – Banica – Izby – Ropki – Hańczowa – Kozie Żebro (847 m n.p.m.) – Regietów – Rotunda (771 m n.p.m.) – ... (Główny Szlak Beskidzki)

- ... – Wysowa-Zdrój – Kozie Żebro (847 m n.p.m.) – Skwirtne – Smerekowiec – Schronisko PTTK na Magurze Małastowskiej – ... (Szlak im. Wincentego Pola)

W pobliżu rezerwatu przebiega doliną Markowca (Markowej Wody):
- Wielokulturowy Szlak Rowerowy z Przełęczy Wysowskiej do Sędziszowej.

### Okoliczne atrakcje:
- w bezpośrednim sąsiedztwie rezerwatu, na południowych stokach Koziego Żebra, znajduje się Dolina Łopacińskiego – relikt przedwojennego „wzorcowego gospodarstwa rolnego” z wieloma funkcjonalnościami (wielopokojowy agroturystyczny budynek mieszkalny – w ruinie, różne budynki gospodarcze, dawniej też elektrownia wodna itd.)[4][5],

- cerkwie i inne zabytki oraz atrakcje turystyczne w Regietowie, Skwirtnem, Hańczowej i Wysowej-Zdrój,

- w niewielkiej odległości od rezerwatu leży wieś Kwiatoń, w której znajduje się m.in. greckokatolicka Cerkiew św. Paraskewy, wpisana w 2013 roku na Listę Światowego Dziedzictwa UNESCO.
- na sąsiadującym na południowy-wschód grzbiecie Markowiec (640 m n.p.m.) – Gródek (706 m n.p.m.) – szczyt bez nazwy (668 m n.p.m.) znajduje się równocześnie utworzony rezerwat przyrody Markowiec-Gródek.